# Rasa de Secanella
La Rasa de Secanella és un torrent del Solsonès afluent per l'esquerra de la Riera de Sanaüja que neix al vessant nord-oest del Serrat del Melcior, a menys d'un centenar de metres de la Cabana del Ferrer. De direcció predominant cap a ponent, fa tot el seu curs pel terme municipal de Llobera.

## Xarxa hidrogràfica
La seva xarxa hidrogràfica consta de tres cursos fluvials que sumen una longitud total de 2.769 m. que també transcorren íntegrament pel terme de Llobera.